# Centro Universitário FEI
A FEI (Fundação Educacional Inaciana Padre Sabóia de Medeiros) é uma instituição de ensino superior católica jesuíta, de caráter comunitário, ou seja, sem fins lucrativos. Foi uma das faculdades fundadoras da Pontifícia Universidade Católica de São Paulo (PUC-SP) em 1946.
Em 2024, a Folha de S.Paulo afirmou que a FEI era referência em pós-graduação em Administração.
Fundada em 1945, em uma época em que o país passava por uma forte tendência a industrialização, com o nome de Fundação de Ciências Aplicadas (FCA), foi uma das instituições de ensino pioneiras no país em sua área de atuação.
A FEI, ao longo de sua existência, já formou através de seus cursos mais de 60 mil profissionais. Atualmente a sua biblioteca conta com um acervo de 27 mil títulos em 52 mil exemplares entre publicações, jornais, multimeios, DVD, vídeos, CD Roms, Trabalhos de Conclusão de Curso, etc.